# Appingedam
Appingedam (groninguès: Apnkedaam) és un antic municipi de la província de Groningen, al nord dels Països Baixos. L'1 de gener del 2021 tenia 11.500 habitants repartits sobre una superfície de 24,62 km² (dels quals 0,78 km² corresponen a aigua). Des de l'1 de gener del 2021, forma part del municipi d'Eemsdelta.

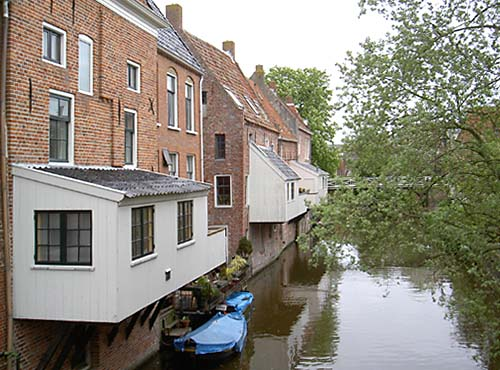
Les cuines penjants d'Appingedam